# Гречани
Греча́ни — мікрорайон на західній околиці міста Хмельницького. До 1946 року — село. У мікрорайоні є однойменна станція Укрзалізниці.

## Історія
Колишнє старовинне поселення Reczana (лат.), надалі назва трансформувалась в Гречани (ws. Hreczana, Greczany), нині — мікрорайон Гречани на західній околиці міста Хмельницький. Перша письменна згадка про дату заснування села Гречани під назвою Reczana, що біля Плоскирова, зафіксоване у середньовічних картах XVI ст. французького картографа Гійома Левассера де Боплана, котрий складав свої карти в період з початку 1630-х до 1648 року, перебуваючи в Україні. Згадування про існування поселення Гречани вже у 1616 році зафіксоване у «Географічному словнику Королівства Польського та інших країв слов'янських».
В середині XVII століття воно разом з селами Лезневе, Олешин, Шаровечка, Мацьківці, Заріччя та іншими вже входило до складу Плоскирівського староства (тепер — Хмельницький та околиці). Проте після встановлення у 1672 році турецького панування поселення прийшло у повне запустіння. Коли 1699 року турки залишили Поділля, Плоскирівське староство знову повернулися у володіння польських панів Замойських. Аби швидко підняти з руїни свої маєтки, Томаш Йозеф Замойський за активної участі своєї матері Анни Гнинської, яка на той час успішно керувала інтересами усієї великої родини Замойських, розпочав переселення селян Мазовії, мазурів, на свої подільські землі. Отримавши від польського короля пільги для новопоселенців, родина Замойських навесні 1700 року спорядила з Мазовії перший караван колоністів-мазурів, котрі сім'ями вирушили у далеке для них Поділля. Так у Плоскирові та навколишніх селах з'явились мазури, нащадки яких тепер і складають основу католицького населення Хмельницького. Значна частина тих польських переселенців одержала землю у спустошених Гречанах. Село швидко відновилось, в середині XVIII століття тут з'явились млин, ґуральня та корчма.
В XIX столітті Гречани належали поміщикові Сергію Нахімову, якій був онуком Миколи Степановича Нахімова, рідного брата відомого російського адмірала. Мав юридичну освіту, жив та працював у Москві, а літо проводив у своєму Гречанському маєтку. Він мав великий авторитет у Москві, товаришував із Левом Толстим, як меценат підтримував медицину та освіту. Проте найбільше прославився Сергій Нахімов своєю активною діяльністю у товаристві по боротьбі з алкоголізмом. Сам не зловживав, членам своєї родини заборонив зловживати, а у своєму маєтку закрив корчму та увів «сухий закон». Більш того, на дорозі, що вела з Проскурова, поставив варту, яка не пропускала до Гречан тих селян, що верталися з міста напідпитку. На кошти Сергія Нахімова провели чимало безкоштовних народних лекторіїв про згубну дію алкоголю, а у знаменитому словнику Брокгауза і Ефрона світ побачив велику статтю «Пияцтво і боротьба з ним» (1898 рік, том 50) під авторством гречанського поміщика. За даними перепису 1897 року в Гречанах мешкали 2182 особи.
У лютому 1927 року в селі створили сільську раду. Тоді в селі проживало 3656 осіб, в тому числі 3408 поляків, 187 українців та 53 росіянина. В сільську раду тоді було обрано 52 депутати: 51 поляк та 1 українець. Адміністративна та ділова кореспонденція велася польською мовою. Гречанська польська рада була ліквідована в часи початку репресій в СРСР у 1935 році. У 1927 році в Гречанах було 802 одноосібних господарства, з котрих було засновано колгосп (котрий спочатку називали комунією).
У 1926 році на околиці села була збудована католицька капличка, котра з часом перетворилась у костел Святої Анни.
У 1929 році громада села на власні кошти збудувала в Гречанах Народний Дім (Дом Людовий), у якому була трирічна школа з польською мовою навчання, також там був культурний осередок польської культури. Саме створення цих двох осередків роками зберігали самобутність традицій польської культури у Гречанах.
Під час організованого радянською владою Голодомору 1932—1933 років померло щонайменше 120 жителів села, з них встановлено імена 109 жертв.
Під час репресій 1936 р. примусово виселено було майже половину села, внаслідок чого в Казахстані утворився новий населений пункт Новогречановка. Висилали, переважно, поляків, у тому числі за «участь в релігійній організації». До Казахстану сім'ї вивозили у товарних вагонах..

### Гречани— залізниця і депо

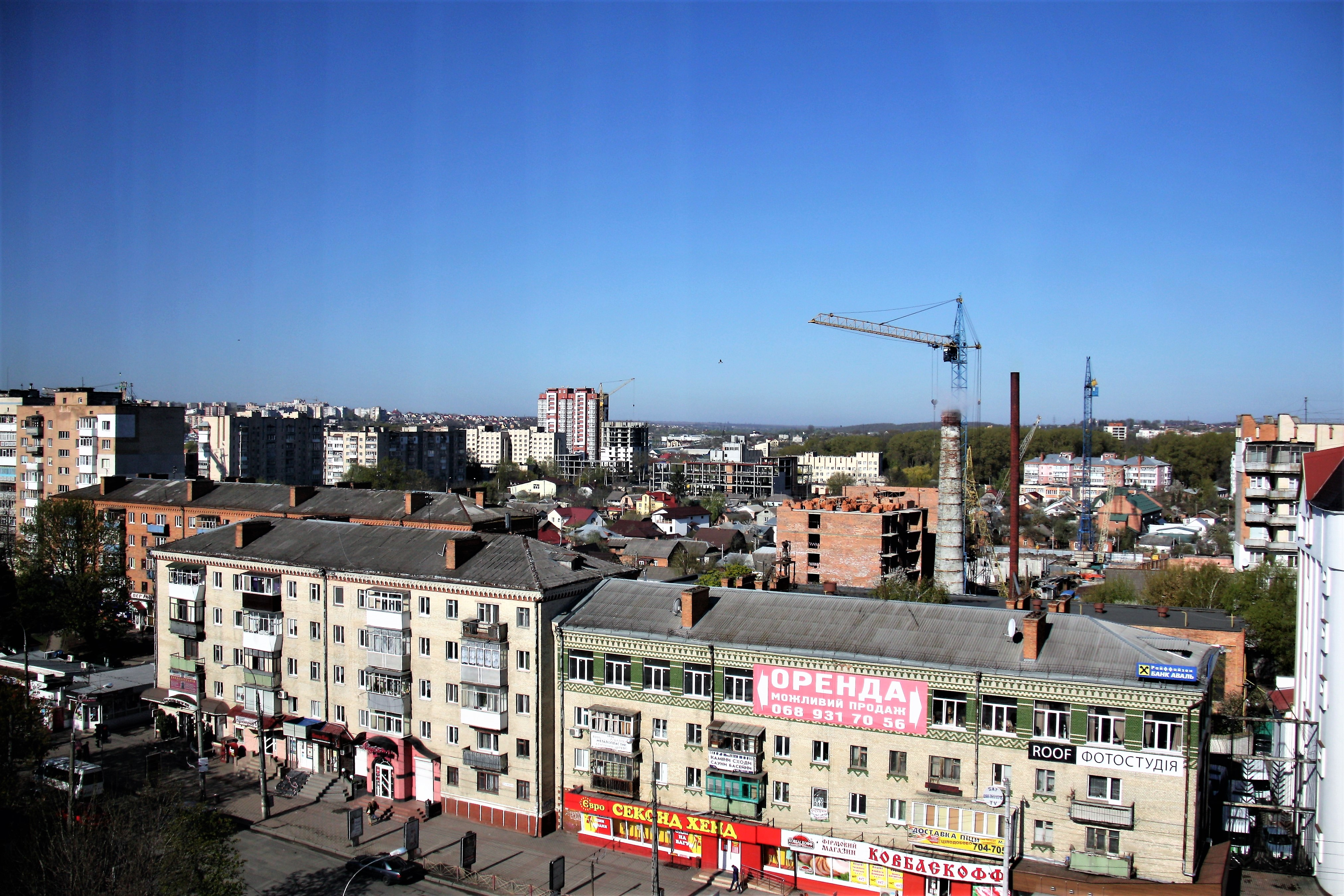
Мікрорайон Ближні Гречани

Докорінно життя села змінилося у 1913 році, коли Товариство Подільської залізниці збудувало тут станцію, паровозне депо (нині — локомотивне депо Гречани) та залізничні майстерні. Після відкриття у 1913—1914 роках на Подільській залізниці руху потягів від Проскурова до Шепетівки та Кам'янця-Подільського саме станція Гречани стала вантажним залізничним вузлом. Тому не дивно, що під час військових дій Гречани іноді відігравали у стратегічному плані більшу роль, ніж Проскурів. Так, навіть перший в історії міста наліт ворожої авіації, що стався під час Першої світової у 1915 році, був спрямований саме на Гречани. Німецький літак, подолавши лінію фронту, скинув дві бомби на станцію. Під час революцій та громадянської війни 1917—1921 років Гречани стали форпостом більшовиків Проскурівського повіту. Тут на станції та в депо була організована Гречанська Червона гвардія, діяли революційні комітети, ремонтувались та формувались червоноармійські бронепотяги.
В роки Другої світової війни Гречани були під пильним наглядом окупантів. Проте це не завадило залізничникам вже у 1941 році створити підпільну антифашистську групу, яка виводила з ладу техніку, зривала рух потягів, проводила інші диверсії. Імена Людвіка Пірковського, Харитона Саварчука, Вельгельміни Ручковської (Рушковської), Степана Грибова (Гриба) та інших гречанських підпільників навічно вписані в героїчну історію опору. Запеклі бої розгорнулися за Гречани під час визволення у березні 1944 року, коли на станцію вели наступ частини 127-ї стрілецької дивізії полковника Говорова.

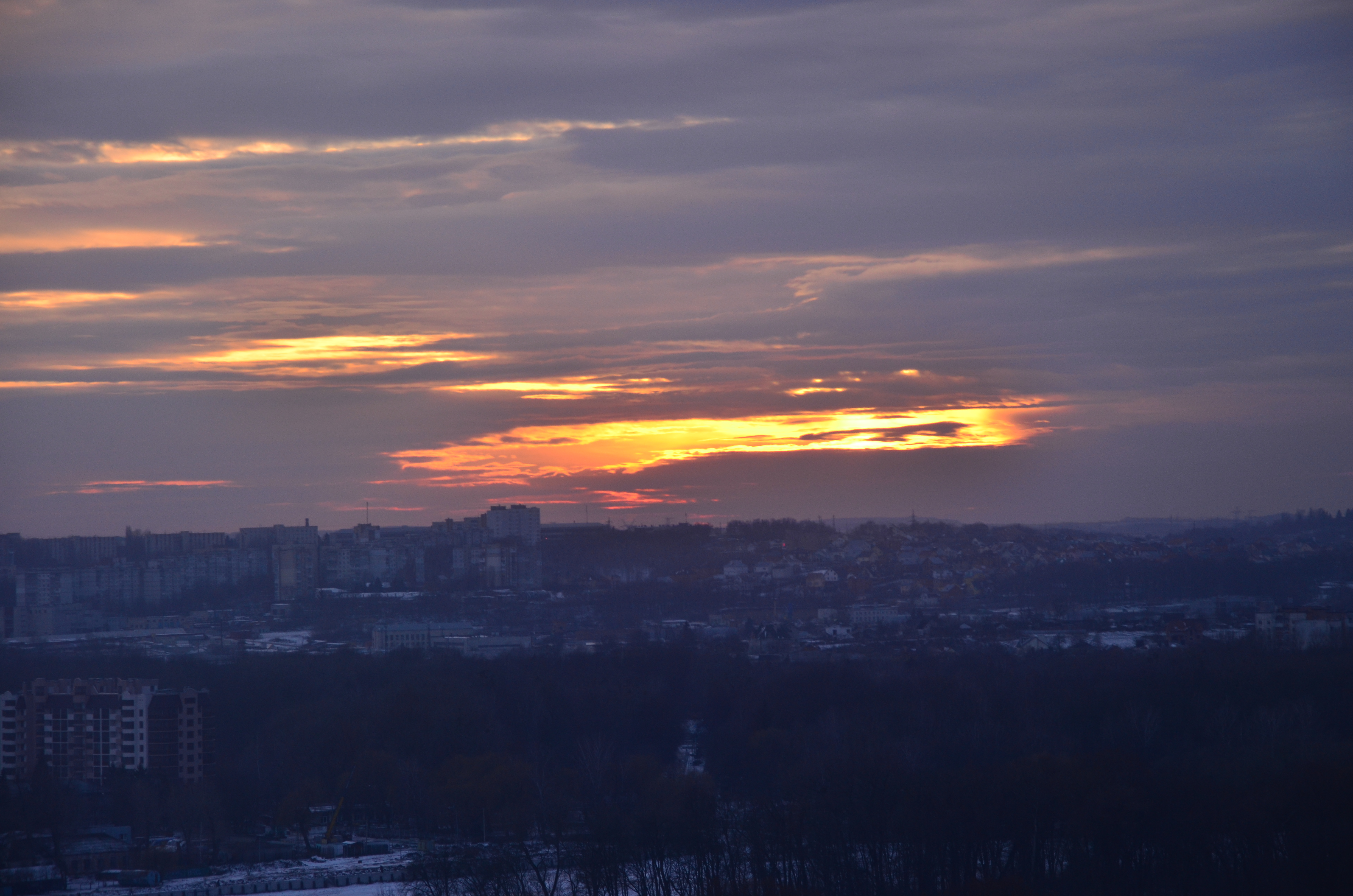
Вечір над Гречанами

Після визволення багато уродженців Гречан поповнили ряди наступаючої радянської армії.

### У складі міста

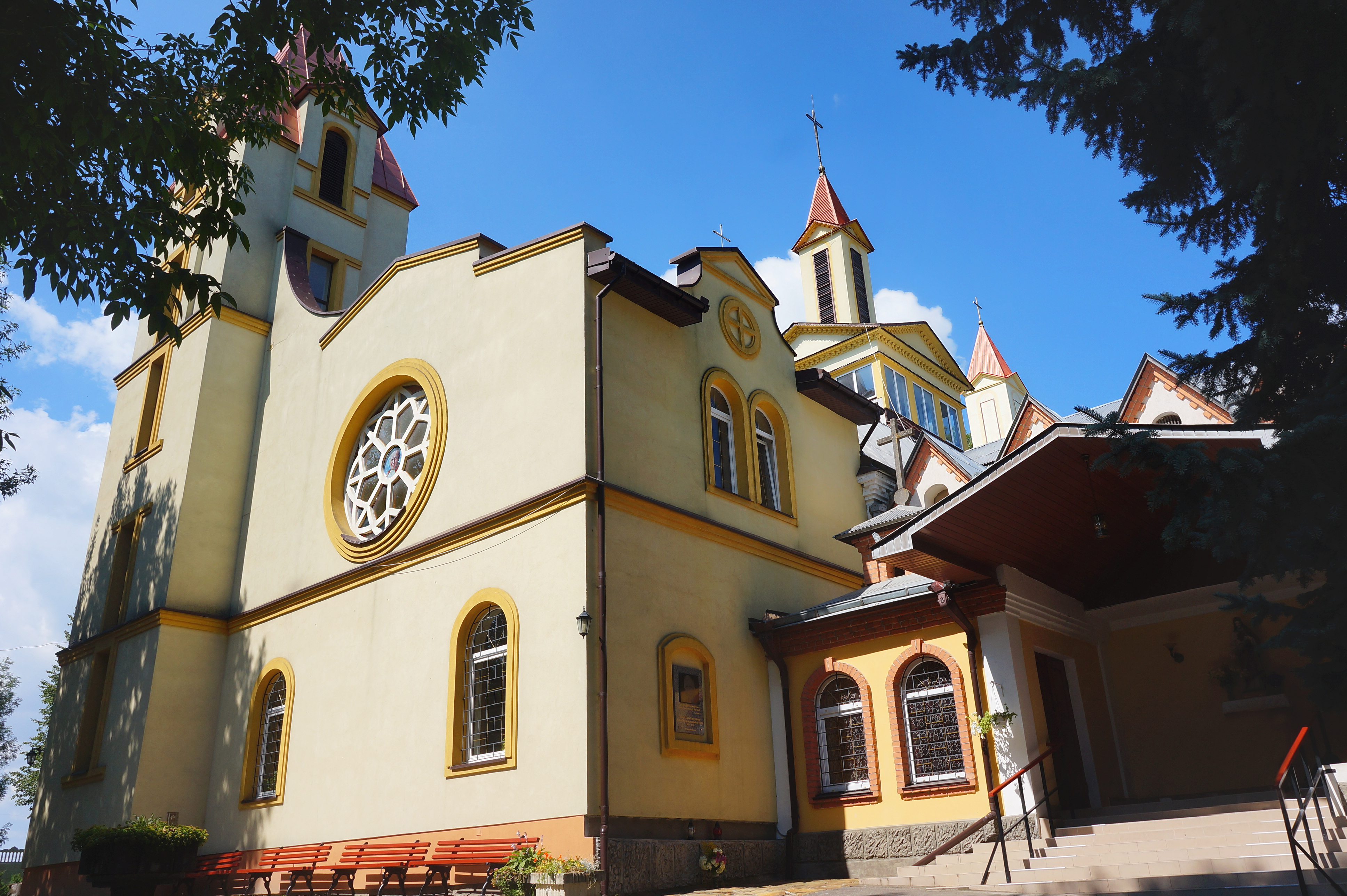
Костел святої Анни

1 червня 1946 року приміське село Гречани було приєднане до міста Проскурів. На сьогодні у Гречанському мікрорайоні можна виділити Ближні Гречани — від Центрального парку культури та відпочинку здовж Південного Бугу й залізниці до естакади вул. Західно-Окружної; та Дальні Гречани — від естакади до західної околиці міста. У 1950-1960-х роках розбудовується соціальна інфраструктура залізничників (житлові багатоквартирні будинки, лікарня, парк, стадіон та інше), у 1970-1980-х роках формуються житлово-промислові квартали Ближніх Гречан (заводи термопластавтоматів та «Нева», багатоповерхівки, торговельні та освітні заклади тощо). Головною магістраллю стає вулиця Курчатова.
Мікрорайон Гречани територіально доволі великий, має 24 вулиці, 13 провулків та 4 проїзди.
Вулиця Вишнева в мікрорайоні Ближні Гречани, простягнулася від річки Плоскої (поблизу місця перетину її залізницею) до вулиці Західно-Окружної, має переважно приватну забудову (окрім останніх кварталів). Вулиця сформувалася та отримала свою назву ще за часів існування приміського села Гречани.

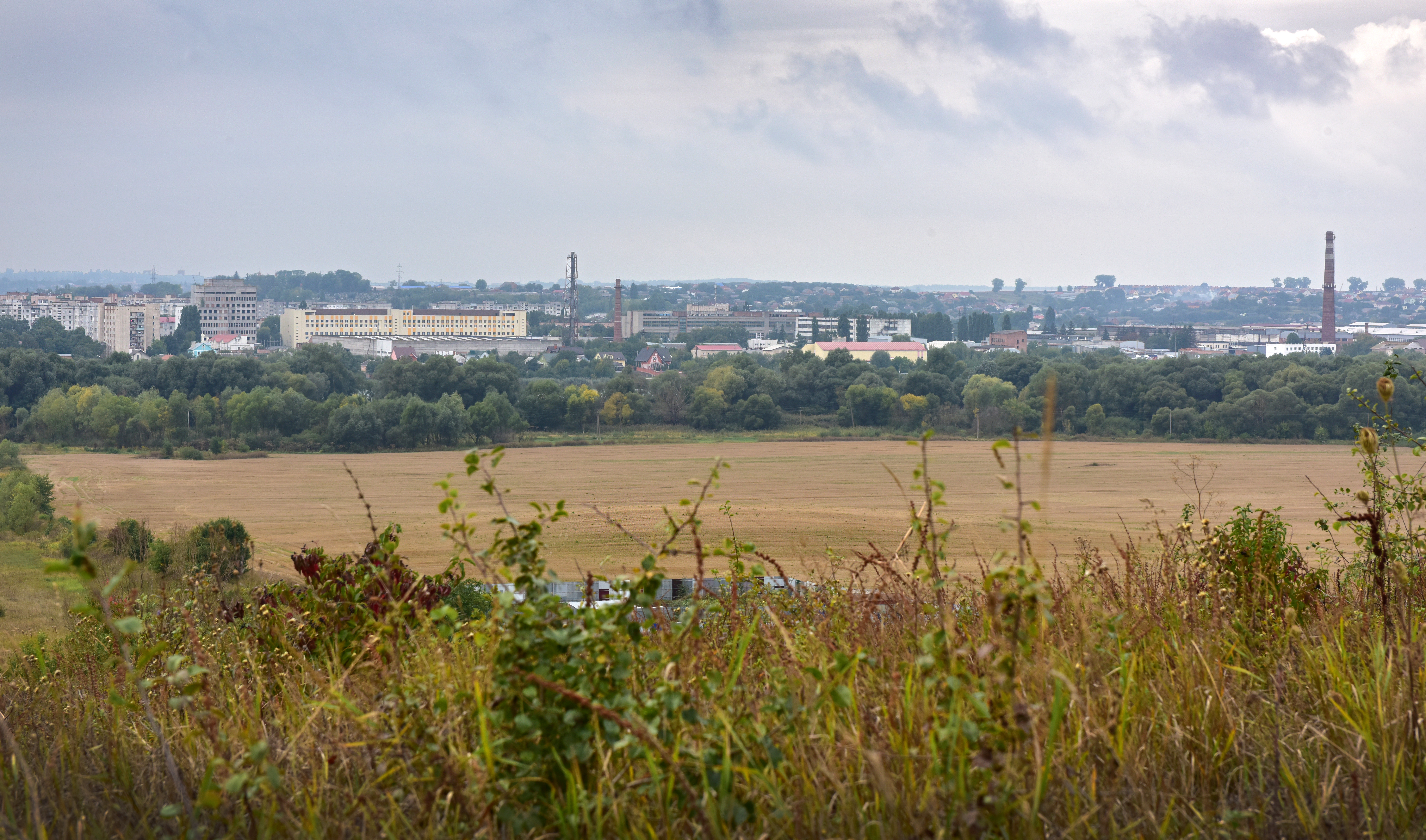
Вигляд на гречанську промзону

Вулиця Вокзальна сформувалася та отримала свою назву у 1920-х роках за часів існування приміського села Гречани. Пролягає від вулиці Проскурівського підпілля через приватну забудову Ближніх Гречан до кварталів промислової забудови залізничної станції Гречани. До 2000 року вулиця Вокзальна продовжувалася також з іншого боку залізниці до вокзалу станції Гречани (звідси й отримала назву). Але у 2000 році привокзальна частина вулиці була перейменована на честь Б. С. Олійника.
Вулиця Волочиська у Дальніх Гречанах пролягає вздовж залізниці Волочиського напрямку (звідси й назва), від вулиці Західно-Окружної до західної околиці міста при виїзді на Чорний Острів. Вулиця сформувалася та отримала назву під час будівництва станції та депо.
Локомотивне депо та станція Гречани — найстаріші підприємства мікрорайону. У лютому 1909 року було створено акціонерне товариство «Подільська залізниця», яке мало за мету будівництво залізниці від Кам'янця-Подільського через Проскурів, Шепетівку, Коростень до Жлобина (Білорусь). У серпні того ж року почалось спорудження залізничного полотна, а наступного року — основного паровозного депо. Нині в депо Гречани понад 500 працівників, тепловозний парк — 44 локомотиви.

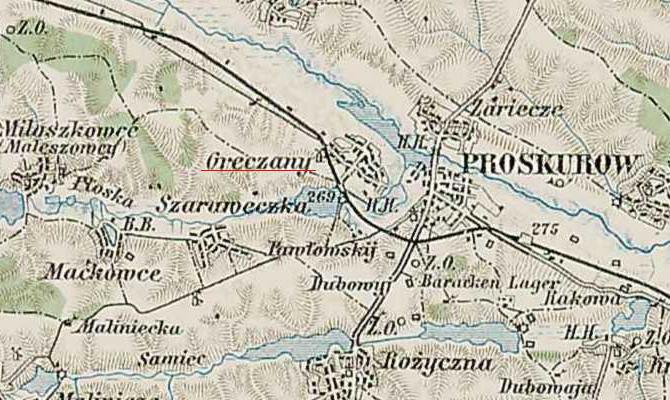
Гречани, розташування на карті Австро-Угорщини у 1910 році